# 天主教基因達-米蒂亞納教區
天主教基因達-米蒂亞納教區（拉丁語：Dioecesis Kiyindana-Mityanana）是烏干達一個羅馬天主教教區，屬坎帕拉總教區。
教區成立於1981年7月17日，包括中部區克揚寬齊區、基博加區、米蒂亞納區和穆本德區。教座位於米蒂亞納。
2006年有教友363,144人（佔轄區總人口41.2%）、廿二個堂區、八十七名司鐸。現任教區主教為若瑟·安多尼·茲瓦。